# 새싹로
새싹로는 부산광역시 부산진구 부전동 서면 교차로와 초읍동 부산어린이대공원입구를 잇는 부산광역시의 도로이다. 본래는 새싹길이라 하여 대경교통 본사 앞까지 노선으로 지정되어 있었으나 부산어린이대공원입구부터 대경교통 본사까지 구간은 성지로에 편입되고 지금의 구간으로 단축되면서 새싹로가 되었다. 전 구간 부산광역시도 제3002호선에 속한다.

## 주요 경유지
부산광역시
- 부산진구 부전동 - 연지동 - 초읍동

## 노선
| 이름                 | 접속 노선 | 소재지     | 소재지   | 비고 |
| -------------------- | --- | ---------- | -------- | ---- |
| 서면 교차로 (서면역) | 국도 제7호선 부산광역시도 제61호선 (중앙대로) 부산광역시도 제30호선 (가야대로) 부산광역시도 제6109호선 (서전로) | 부산광역시 | 부산진구 |      |
| (부산진구청 인근)    | 시민공원로 | 부산광역시 | 부산진구 |      |
| 부암 교차로          | 부산광역시도 제32호선 (신천대로) 부산광역시도 제3202호선 (동평로)                                               | 부산광역시 | 부산진구 |      |
| 성곡시장             | 초읍천로 동평로183번길                                                                                          | 부산광역시 | 부산진구 |      |
| 부산어린이대공원입구 | 부산광역시도 제3204호선 (성지로) 부산광역시도 제6104호선 (성지곡로) 초읍천로                                    | 부산광역시 | 부산진구 |      |

## 주요 건물 및 시설
- 부전1동우체국 (부산광역시 부산진구 새싹로 17-1)
- LG사이언스홀 부산 (부산광역시 부산진구 새싹로 165)
- 연지치안센터 (부산광역시 부산진구 새싹로 166)
- 부산시설공단 (부산광역시 부산진구 새싹로 174)
- 초읍동주민센터 (부산광역시 부산진구 새싹로 253)